# Municipio de Jackson (condado de Butler, Iowa)
El municipio de Jackson (en inglés: Jackson Township) es un municipio ubicado en el condado de Butler en el estado estadounidense de Iowa. En el año 2010 tenía una población de 657 habitantes y una densidad poblacional de 6,98 personas por km².

## Geografía
El municipio de Jackson se encuentra ubicado en las coordenadas 42°46′39″N 92°44′15″O / 42.77750, -92.73750. Según la Oficina del Censo de los Estados Unidos, el municipio tiene una superficie total de 94.18 km², de la cual 93,46 km² corresponden a tierra firme y (0,77 %) 0,72 km² es agua.

## Demografía
Según el censo de 2010, había 657 personas residiendo en el municipio de Jackson. La densidad de población era de 6,98 hab./km². De los 657 habitantes, el municipio de Jackson estaba compuesto por el 98,78 % blancos, el 0,3 % eran asiáticos y el 0,91 % eran de una mezcla de razas. Del total de la población el 0,3 % eran hispanos o latinos de cualquier raza.